# 楊大芳
楊大芳（？—？），山西省平定州人，清朝政治人物。
光緒二十九年（1903年）癸卯恩科山西鄉試第一名舉人（解元）。光緒三十年，會試第262名；殿試登進士三甲第105名，被分發為知縣,後被貶到雲南省。

### 書目
- （清）法式善等，《清秘述聞三種》，中華書局，清代史料筆記叢刊，ISBN：ISBN 7101017428。
- 《明清歷科進士題名碑錄》（卷2928）
- 《清光緒實錄》（6-8）